# Rajasaari (ö i Tammerfors, Birkala och Lembois)
Rajasaari är en ö i Finland. Den ligger i sjön Sääksjärvi och i kommunerna Tammerfors, Birkala och Lembois i landskapet Birkaland, i den södra delen av landet, 150 km norr om huvudstaden Helsingfors. Öns area är 0,2 hektar och dess största längd är 90 meter i öst-västlig riktning. Punkten där det tre kommunerna möts ligger på västra delen av ön så att största delen av ön ligger i Tammerfors kommun. På ön finns ett hus.